# 小行星1893
小行星1893（1893 Jakoba）是一颗围绕太阳公转的小行星。1971年10月20日，保羅·維爾特在齐美尔瓦尔德发现了此天体。
該小行星以維爾特的祖父，瑞士地質學家雅各布·奧伯霍爾澤（Jakob Oberholzer）命名。
这颗小行星的绝对星等为243.2251618346075等。